# Danh sách hương, trấn, thị, khu Đài Loan
Hiện tại Trung Hoa Dân Quốc (Đài Loan) có 157 khu, 17 huyện hạt thị, 41 trấn và 153 hương.
|                     | Thành phố trực thuộc trung ương | Thành phố trực thuộc tỉnh | Huyện                                  |
| ------------------- | ------------------------------- | ------------------------- | -------------------------------------- |
| Miền Bắc Đài Loan   | Bắc Đài, Tân Cương              | Cơ Long, Tân Trúc         | Đào Viên, Nghi Lan, Tân Trúc           |
| Miền Trung Đài Loan | Đài Trung                       |                           | Chương Hóa, Miêu Lật, Nam Đầu, Vân Lâm |
| Miền Nam Đài Loan   | Cao Hùng, Đài Nam               | Gia Nghĩa                 | Bành Hồ, Bình Đông, Gia Nghĩa          |
| Miền Đông Đài Loan  |                                 |                           | Đài Đông, Hoa Liên                     |
| Kim Môn Mã Tổ       |                                 |                           | Kim Môn, Liên Giang                    |

## Miền Bắc
| Tên  | Thành phố Đài Bắc                                                                                       | Thành phố Tân Bắc | Tỉnh Đài Loan                                                    | Tỉnh Đài Loan      | Tỉnh Đài Loan                                              | Tỉnh Đài Loan                                                        | Tỉnh Đài Loan                                                                     | Tên           |
| Tên  | Thành phố Đài Bắc                                                                                       | Thành phố Tân Bắc | Thành phố Cơ Long                                                | Thành phố Tân Trúc | Huyện Đào Viên                                             | Huyện Nghi Lan                                                       | Huyện Tân Trúc                                                                    | Tên           |
| ---- | --- | --- | ---------------------------------------------------------------- | ------------------ | ---------------------------------------------------------- | -------------------------------------------------------------------- | --------------------------------------------------------------------------------- | ------------- |
| Khu  | Bắc Đầu Đại An Đại Đồng Nam Cảng Nội Hồ Sĩ Lâm Tín Nghĩa Trung Sơn Trung Chính Tùng Sơn Vạn Hoa Văn Sơn | Bản Kiều Bát Lý Bình Lâm Bình Khê Cống Liêu Đạm Thủy Kim Sơn Lâm Khẩu Lô Châu Ngũ Cổ Oanh Ca Ô Lai Song Khê Tam Chi Tam Hạp Tam Trọng Tân Điếm Tân Trang Thạch Đĩnh Thạch Môn Thái Sơn Thâm Khanh Thổ Thành Thụy Phương Thụ Lâm Tịch Chỉ Trung Hòa Vạn Lý Vĩnh Hòa | An Lạc Nhân Ái Noãn Noãn Tín Nghĩa Trung Chính Trung Sơn Thất Đổ | Bắc Đông Hương Sơn | Bát Đức Bình Trấn Dương Mai Đào Viên Trung Lịch            | Nghi Lan                                                             | Trúc Bắc                                                                          | Huyện hạt thị |
| Khu  | Bắc Đầu Đại An Đại Đồng Nam Cảng Nội Hồ Sĩ Lâm Tín Nghĩa Trung Sơn Trung Chính Tùng Sơn Vạn Hoa Văn Sơn | Bản Kiều Bát Lý Bình Lâm Bình Khê Cống Liêu Đạm Thủy Kim Sơn Lâm Khẩu Lô Châu Ngũ Cổ Oanh Ca Ô Lai Song Khê Tam Chi Tam Hạp Tam Trọng Tân Điếm Tân Trang Thạch Đĩnh Thạch Môn Thái Sơn Thâm Khanh Thổ Thành Thụy Phương Thụ Lâm Tịch Chỉ Trung Hòa Vạn Lý Vĩnh Hòa | An Lạc Nhân Ái Noãn Noãn Tín Nghĩa Trung Chính Trung Sơn Thất Đổ | Bắc Đông Hương Sơn | Đại Khê                                                    | Đầu Thành La Đông Tô Áo                                              | Quan Tây Tân Phố Trúc Đông                                                        | Trấn          |
| Khu  | Bắc Đầu Đại An Đại Đồng Nam Cảng Nội Hồ Sĩ Lâm Tín Nghĩa Trung Sơn Trung Chính Tùng Sơn Vạn Hoa Văn Sơn | Bản Kiều Bát Lý Bình Lâm Bình Khê Cống Liêu Đạm Thủy Kim Sơn Lâm Khẩu Lô Châu Ngũ Cổ Oanh Ca Ô Lai Song Khê Tam Chi Tam Hạp Tam Trọng Tân Điếm Tân Trang Thạch Đĩnh Thạch Môn Thái Sơn Thâm Khanh Thổ Thành Thụy Phương Thụ Lâm Tịch Chỉ Trung Hòa Vạn Lý Vĩnh Hòa | An Lạc Nhân Ái Noãn Noãn Tín Nghĩa Trung Chính Trung Sơn Thất Đổ | Bắc Đông Hương Sơn | Đại Viên Long Đàm Lô Trúc Phúc Hưng Quan Âm Quy Sơn Tân Ốc | Đại Đồng Đông Sơn Nam Áo Ngũ Kết Tam Tinh Tiêu Khê Tráng Vi Viên Sơn | Bảo Sơn Bắc Phố Hoành Sơn Hồ Khẩu Khung Lâm Nga Mi Ngũ Phong Tân Phong Tiêm Thạch | Hương         |
| Tổng | 12 Khu                                                                                                  | 29 Khu | 7 Khu                                                            | 3 Khu              | 5 Thị 1 Trấn 7 Hương                                       | 1 Thị 3 Trấn 8 Hương                                                 | 1 Thị 3 Trấn 9 Hương                                                              | Tổng          |

## Miền Trung
| Tên  | Thành phố Đài Trung | Tỉnh Đài Loan | Tỉnh Đài Loan                                                                               | Tỉnh Đài Loan                                                            | Tỉnh Đài Loan | Tên           |
| Tên  | Thành phố Đài Trung | Huyện Chương Hóa | Huyện Miêu Lật                                                                              | Huyện Nam Đầu                                                            | Huyện Vân Lâm | Tên           |
| ---- | --- | --- | ------------------------------------------------------------------------------------------- | ------------------------------------------------------------------------ | --- | ------------- |
| Khu  | Bắc Bắc Đồn Đại An Đại Đỗ Đại Giáp Đại Lý Đại Nhã Đàm Tử Đông Đông Thế Hậu Lý Hòa Bình Long Tĩnh Nam Nam Đồn Ngoại Bộ Ngô Thê Ô Nhật Phong Nguyên Sa Lộc Thạch Cương Thanh Thủy Thái Bình Thần Cương Tân Xã Tây Tây Đồn Trung Vụ Phong | Chương Hóa | Miêu Lật                                                                                    | Nam Đầu                                                                  | Đấu Lục | Huyện hạt thị |
| Khu  | Bắc Bắc Đồn Đại An Đại Đỗ Đại Giáp Đại Lý Đại Nhã Đàm Tử Đông Đông Thế Hậu Lý Hòa Bình Long Tĩnh Nam Nam Đồn Ngoại Bộ Ngô Thê Ô Nhật Phong Nguyên Sa Lộc Thạch Cương Thanh Thủy Thái Bình Thần Cương Tân Xã Tây Tây Đồn Trung Vụ Phong | Bắc Đấu Điền Trung Hòa Mỹ Khê Hồ Lộc Cảng Nhị Lâm Viên Lâm | Đầu Phần Hậu Long Thông Tiêu Trác Lan Trúc Nam Uyển Lý                                      | Phố Lý Tập Tập Thảo Đồn Trúc Sơn                                         | Bắc Cảng Đấu Nam Hổ Vĩ Tây Loa Thổ Khố                                                                                        | Trấn          |
| Khu  | Bắc Bắc Đồn Đại An Đại Đỗ Đại Giáp Đại Lý Đại Nhã Đàm Tử Đông Đông Thế Hậu Lý Hòa Bình Long Tĩnh Nam Nam Đồn Ngoại Bộ Ngô Thê Ô Nhật Phong Nguyên Sa Lộc Thạch Cương Thanh Thủy Thái Bình Thần Cương Tân Xã Tây Tây Đồn Trung Vụ Phong | Bì Đầu Đại Thành Đại Thôn Điền Vĩ Hoa Đàn Khê Châu Nhị Thủy Phân Viên Phố Tâm Phố Diêm Phúc Hưng Phương Uyển Thân Cảng Tuyến Tây Trúc Đường Tú Thủy Vĩnh Tĩnh Xã Đầu | Công Quán Đại Hồ Đầu Ốc Đồng La Nam Trang Sư Đàm Tam Loan Tam Nghĩa Tạo Kiều Tây Hồ Thái An | Danh Gian Lộc Cốc Ngư Trì Nhân Ái Quốc Tính Thủy Lý Tín Nghĩa Trung Liêu | Bao Trung Cổ Khanh Đại Bì Đài Tây Đông Thế Khẩu Hồ Lâm Nội Luân Bối Mạch Liêu Nguyên Trường Nhị Lôn Thích Đồng Thủy Lâm Tứ Hồ | Hương         |
| Tổng | 29 Khu | 1 Thị 7 Trấn 18 Hương | 1 Thị 6 Trấn 11 Hương                                                                       | 1 Thị 4 Trấn 8 Hương                                                     | 1 Thị 5 Trấn 14 Hương | Tổng          |

## Miền Nam
| Tên  | Thành phố Cao Hùng | Thành phố Đài Nam | Tỉnh Đài Loan       | Tỉnh Đài Loan                         | Tỉnh Đài Loan | Tỉnh Đài Loan | Tên           |
| Tên  | Thành phố Cao Hùng | Thành phố Đài Nam | Thành phố Gia Nghĩa | Huyện Bành Hồ                         | Huyện Bình Đông | Huyện Gia Nghĩa | Tên           |
| ---- | --- | --- | ------------------- | ------------------------------------- | --- | --- | ------------- |
| Khu  | A Liên Cổ Sơn Cương Sơn Di Đà Diêm Trình Đại Liêu Đại Thụ Đại Xã Đào Nguyên Điểu Tùng Điền Liêu Gia Định Giáp Tiên Hồ Nội Kiều Đầu Kỳ Sơn Kỳ Tân Lâm Viên Linh Nhã Lộ Trúc Lục Khưu Mậu Lâm Mỹ Nùng Na Mã Hạ Nam Tử Nhân Vũ Nội Môn Phượng Sơn Sam Lâm Tả Doanh Tam Dân Tân Hưng Tiền Kim Tiền Trấn Tiểu Cảng Tử Quan Vĩnh An Yên Sào | An Bình An Định An Nam Bạch Hà Bắc Bắc Môn Diêm Thủy Đại Nội Đông Đông Sơn Giai Lý Hạ Doanh Hậu Bích Học Giáp Ma Đậu Liễu Doanh Long Khi Lục Giáp Nam Nam Hóa Nam Tây Ngọc Tĩnh Nhân Đức Quan Điền Quan Miếu Quy Nhân Sơn Thượng Tả Trấn Tân Doanh Tân Hóa Tân Thị Tây Cảng Thất Cổ Thiện Hóa Trung Tây Tướng Quân Vĩnh Khang | Đông Tây            | Mã Công                               | Bình Đông | Phác Tử Thái Bảo | Huyện hạt thị |
| Khu  | A Liên Cổ Sơn Cương Sơn Di Đà Diêm Trình Đại Liêu Đại Thụ Đại Xã Đào Nguyên Điểu Tùng Điền Liêu Gia Định Giáp Tiên Hồ Nội Kiều Đầu Kỳ Sơn Kỳ Tân Lâm Viên Linh Nhã Lộ Trúc Lục Khưu Mậu Lâm Mỹ Nùng Na Mã Hạ Nam Tử Nhân Vũ Nội Môn Phượng Sơn Sam Lâm Tả Doanh Tam Dân Tân Hưng Tiền Kim Tiền Trấn Tiểu Cảng Tử Quan Vĩnh An Yên Sào | An Bình An Định An Nam Bạch Hà Bắc Bắc Môn Diêm Thủy Đại Nội Đông Đông Sơn Giai Lý Hạ Doanh Hậu Bích Học Giáp Ma Đậu Liễu Doanh Long Khi Lục Giáp Nam Nam Hóa Nam Tây Ngọc Tĩnh Nhân Đức Quan Điền Quan Miếu Quy Nhân Sơn Thượng Tả Trấn Tân Doanh Tân Hóa Tân Thị Tây Cảng Thất Cổ Thiện Hóa Trung Tây Tướng Quân Vĩnh Khang | Đông Tây            |                                       | Đông Cảng Hằng Xuân Triều Châu | Bố Đại Đại Lâm | Trấn          |
| Khu  | A Liên Cổ Sơn Cương Sơn Di Đà Diêm Trình Đại Liêu Đại Thụ Đại Xã Đào Nguyên Điểu Tùng Điền Liêu Gia Định Giáp Tiên Hồ Nội Kiều Đầu Kỳ Sơn Kỳ Tân Lâm Viên Linh Nhã Lộ Trúc Lục Khưu Mậu Lâm Mỹ Nùng Na Mã Hạ Nam Tử Nhân Vũ Nội Môn Phượng Sơn Sam Lâm Tả Doanh Tam Dân Tân Hưng Tiền Kim Tiền Trấn Tiểu Cảng Tử Quan Vĩnh An Yên Sào | An Bình An Định An Nam Bạch Hà Bắc Bắc Môn Diêm Thủy Đại Nội Đông Đông Sơn Giai Lý Hạ Doanh Hậu Bích Học Giáp Ma Đậu Liễu Doanh Long Khi Lục Giáp Nam Nam Hóa Nam Tây Ngọc Tĩnh Nhân Đức Quan Điền Quan Miếu Quy Nhân Sơn Thượng Tả Trấn Tân Doanh Tân Hóa Tân Thị Tây Cảng Thất Cổ Thiện Hóa Trung Tây Tướng Quân Vĩnh Khang | Đông Tây            | Bạch Sa Hồ Tây Tây Tự Thất Mỹ Vọng An | Cao Thụ Cửu Như Diêm Phố Giai Đông Khám Đính Lai Nghĩa Lâm Biên Lân Lạc Lý Cảng Lưu Cầu Mã Gia Mãn Châu Mẫu Đơn Nam Châu Nội Phố Phương Liêu Phương Sơn Sư Tử Tam Địa Môn Thái Vũ Tân Bì Tân Viên Trường Trị Trúc Điền Vạn Đan Vạn Loan Vụ Đài Xa Thành Xuân Nhật | A Lý Sơn Dân Hùng Đại Phố Đông Thạch Khê Khẩu Lộc Thảo Lục Cước Mai Sơn Nghĩa Trúc Phiên Lộ Tân Cảng Thủy Thượng Trúc Khi Trung Phố | Hương         |
| Tổng | 38 Khu | 37 Khu | 2 Khu               | 1 Thị 5 Hương                         | 1 Thị 3 Trấn 29 Hương | 2 Thị 2 Trấn 14 Hương | Tổng          |

| Tên           | Tỉnh Đài Loan | Tỉnh Đài Loan                                                                            |
| Tên           | Huyện Đài Đông | Huyện Hoa Liên                                                                           |
| ------------- | --- | ---------------------------------------------------------------------------------------- |
| Huyện hạt thị | Đài Đông | Hoa Liên                                                                                 |
| Trấn          | Quan Sơn Thành Công                                                                                                | Ngọc Lý Phượng Lâm                                                                       |
| Hương         | Diên Bình Đại Vũ Đạt Nhân Đông Hà Hải Đoan Kim Phong Lan Tự Lộc Dã Lục Đảo Thái Ma Lý Ti Nam Trì Thượng Trường Tân | Cát An Phong Tân Phú Lý Quang Phục Tân Thành Thọ Phong Thụy Tuệ Trác Khê Tú Lâm Vạn Vinh |
| Tổng          | 1 Thị 2 Trấn 13 Hương                                                                                              | 1 Thị 2 Trấn 10 Hương                                                                    |

| Tên   | Tỉnh Phúc Kiến          | Tỉnh Phúc Kiến                    |
| Tên   | Huyện Kim Môn           | Huyện Liên Giang                  |
| ----- | ----------------------- | --------------------------------- |
| Trấn  | Kim Hồ Kim Sa Kim Thành |                                   |
| Hương | Kim Ninh Liệt Tự Ô Khâu | Bắc Can Cử Quang Đông Dẫn Nam Can |
| Tổng  | 3 Trấn 3 Hương          | 4 Hương                           |